# Mühle Hunziken

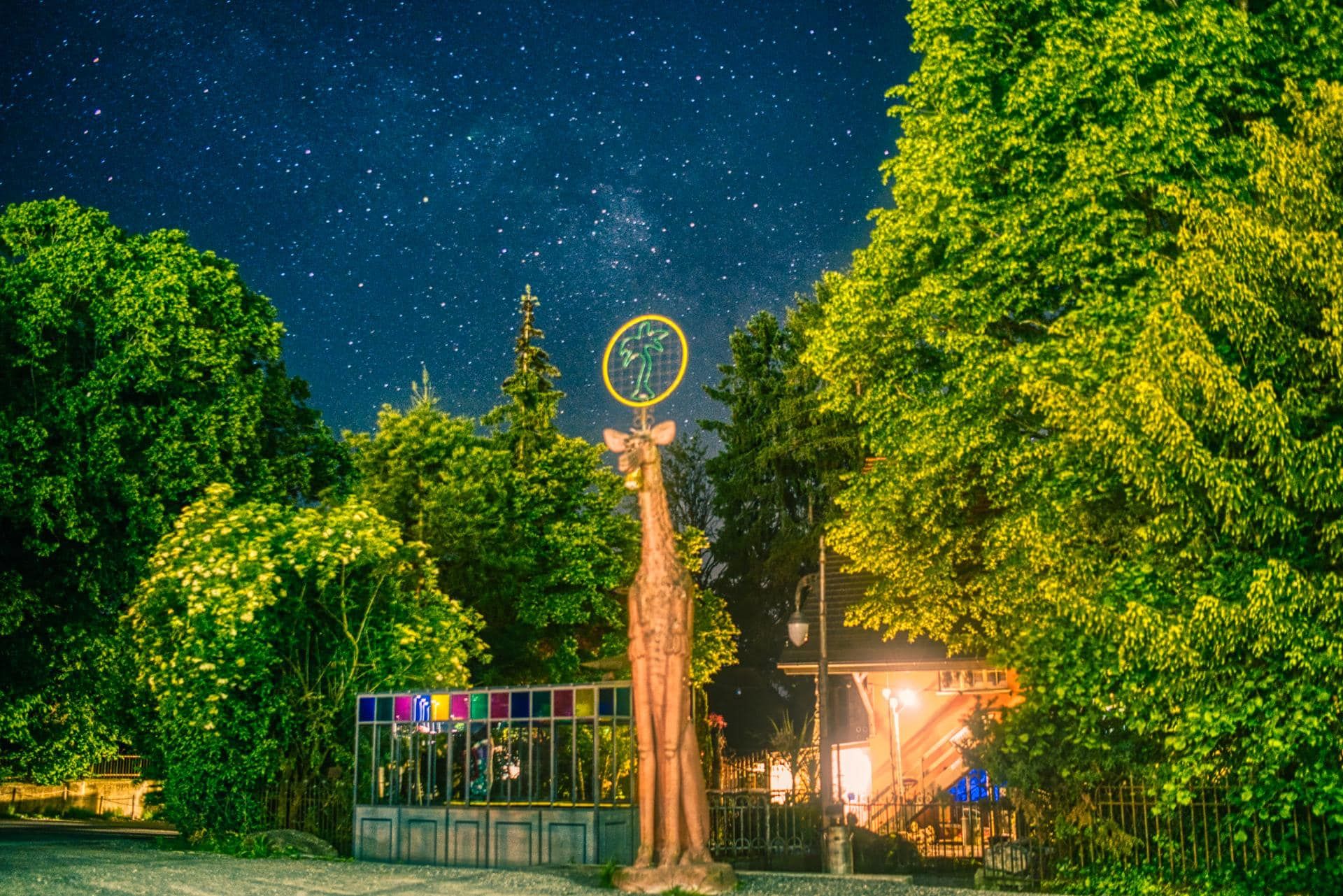
Blick auf den Garten der Mühle Hunziken im Sommer 2019

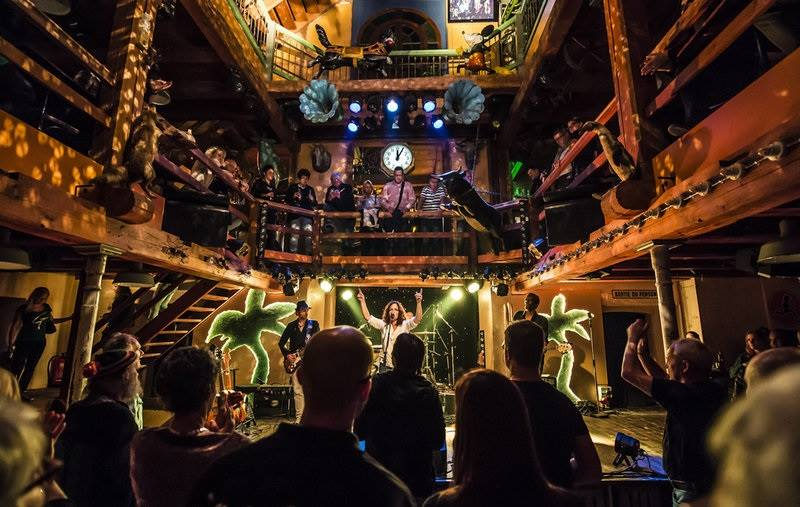
Meena Cryle & The Chris Fillmore Band in der Mühle Hunziken. Foto: Marc Riesen (2014)

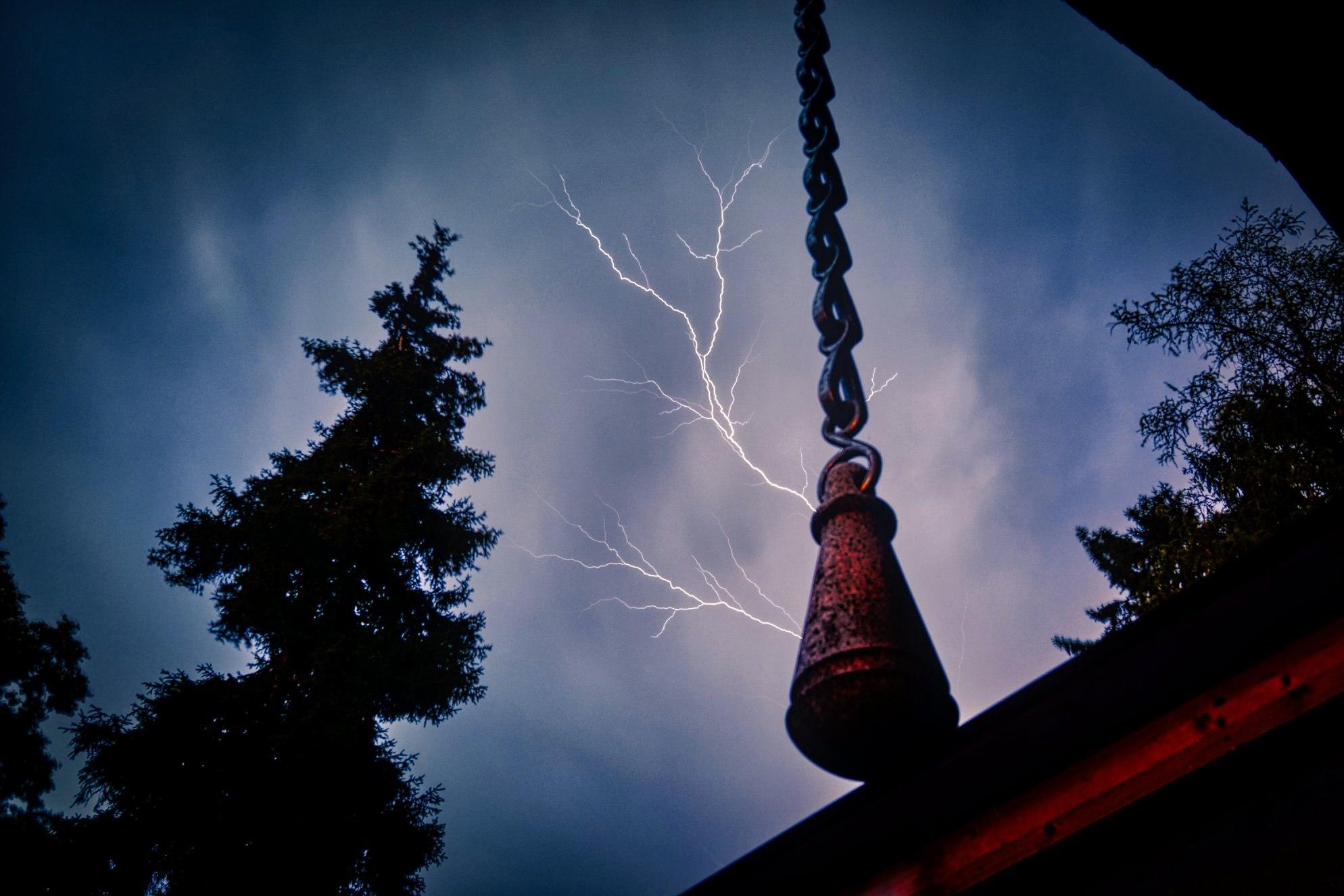
Blitze über der Mühle Hunziken. Foto: Carlo Tscholl (Juli 2019)

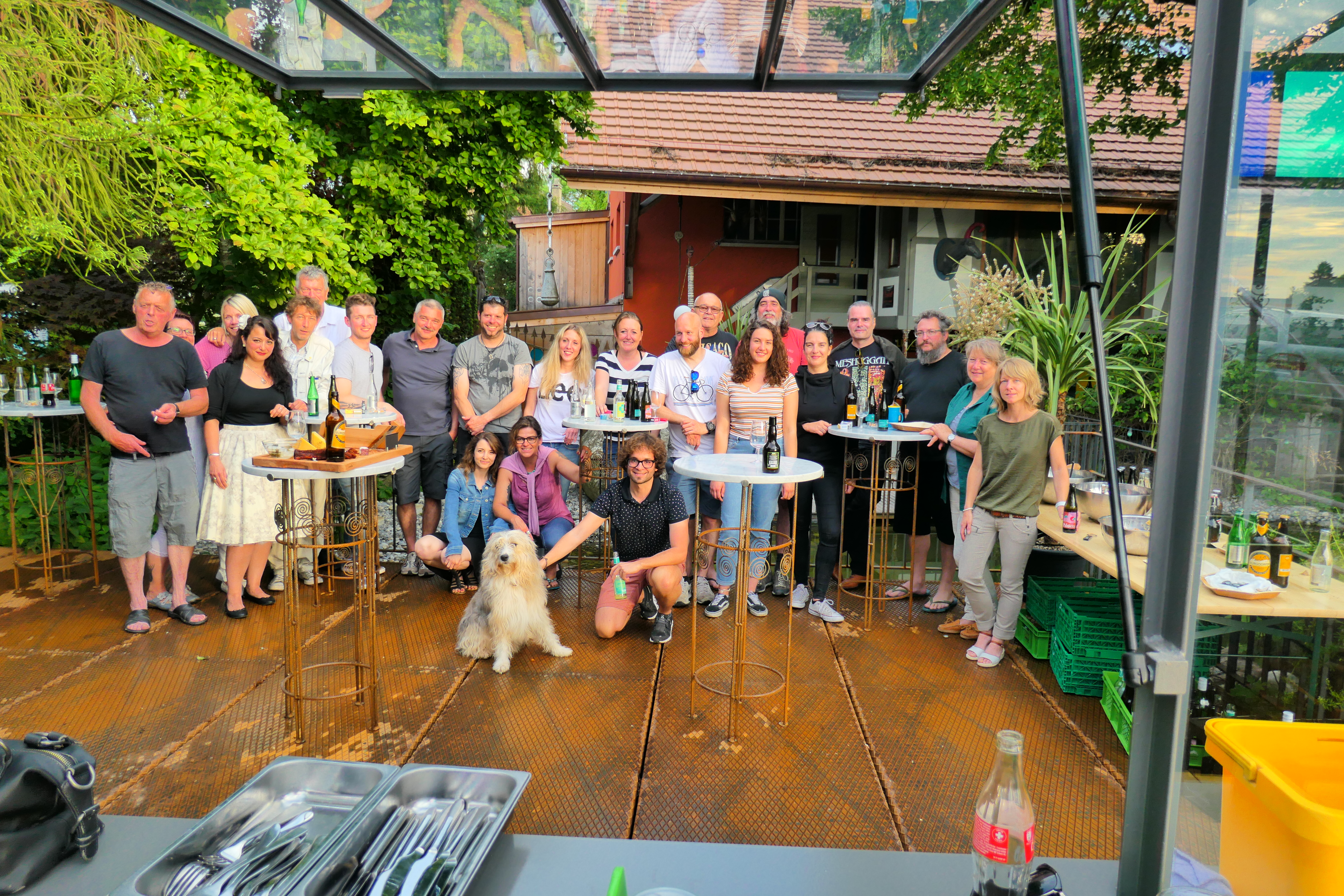
Das Team der Mühle Hunziken (Juni 2019)

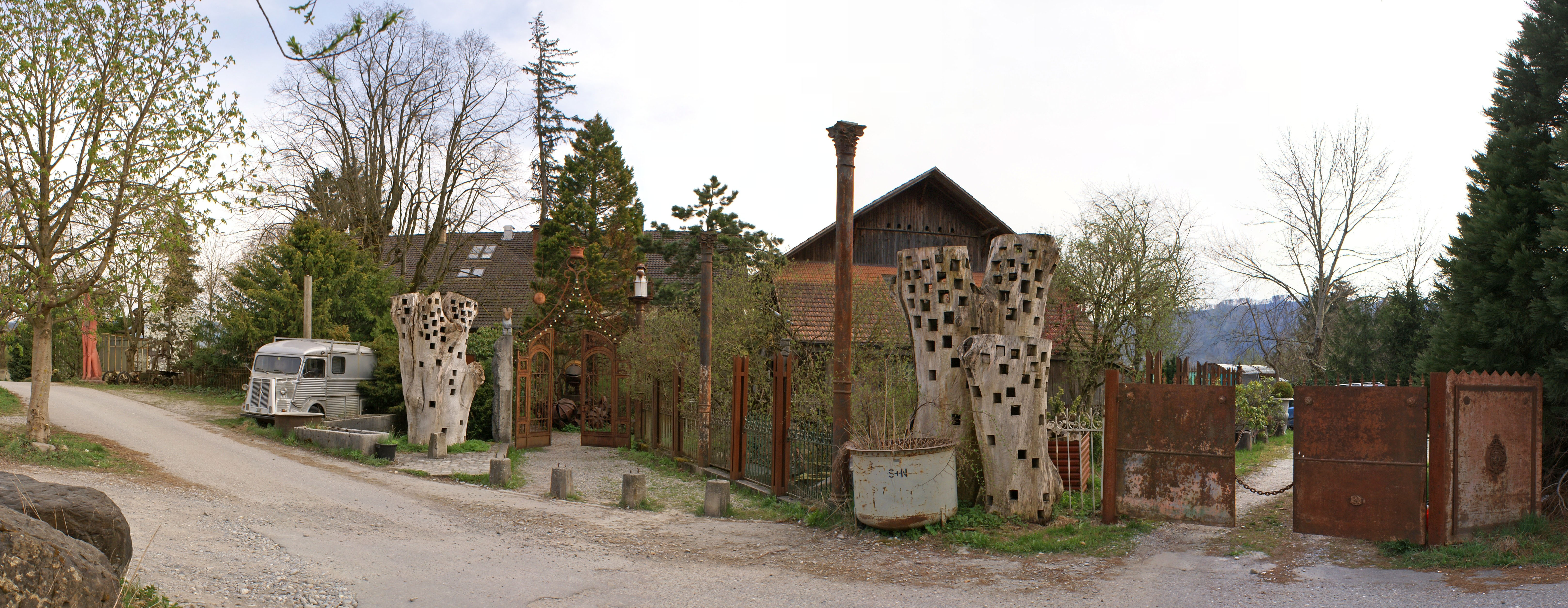
Die Mühle Hunziken von aussen (2009)

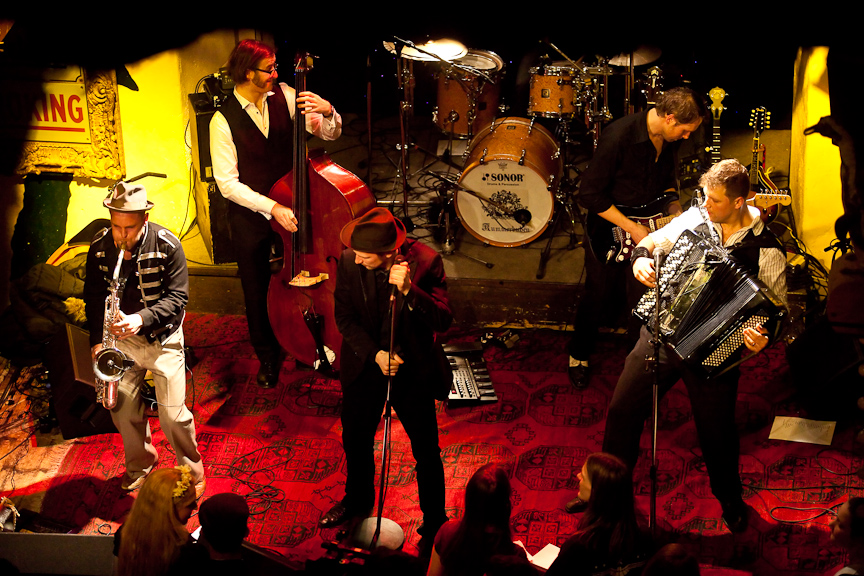
Konzert der Kummerbuben in der Mühle

Die Mühle Hunziken in Rubigen im Kanton Bern ist ein international bekanntes, seit 1976 existierendes Konzert- und Kulturlokal. Über 4000 Konzerte mit rund 15'000 Künstlern fanden in der Mühle Hunziken seither statt. Das Kulturlokal geniesst Kultcharakter, insbesondere, weil es ein aufwändig zusammengetragenes Sammelsurium an skurrilen Kunstgegenständen und Figuren beherbergt. Obwohl die Kapazität nur 500 Personen beträgt, finden Jahr für Jahr zahlreiche international bekannte Musiker den Weg hierher.

## Geschichte
Die Grundmauern der Mühle Hunziken gehören zu den ältesten der Region und wurden 1480 zum ersten Mal erwähnt. Gegründet wurde das Konzertlokal durch Peter Burkhart (1942–2014), auch «Mühli-Pesche» genannt. 1973 kaufte er die Futtermühle zu Rubigen, zehn Tage, nachdem er sie zufällig entdeckt hatte. Er zog mit Frau, Kindern und Freunden ein. Die Mühle war nun auch eine Wohngemeinschaft, und das selbst abgemischte Futter wurde an die eigenen fünfzig Schweine verfüttert, deren Population bald auf fünfhundert anwachsen sollte. Burkhart bildete sich zum diplomierten Viehhändler aus, war Futtermüller und Schweinemäster. Bald musste er am Loeb-Egge in Bern Crêpes verkaufen, weil ein Anstieg der Sojapreise das kleine Unternehmen beinahe in den Ruin trieb.
Als die Nachfrage nach Futtermehl aus Rubigen zurückging, baute Burkhart die Mühle nach und nach zu einem Konzertlokal um. Der erste Anlass in der Mühle Hunziken fand 1976 statt. Burkhart reiste weit, um in der Mühle Hunziken ein Sammelsurium an skurrilen Gegenständen und Figuren anzulegen – ob eine Jahrmarktorgel, Kunststoff-Figuren, ausgestopfte Tiere, alte Flipperkästen oder Grammophon-Trichter – es gibt nichts, was sich in der Mühle Hunziken nicht entdecken lässt. Burkhart leitete die Geschicke der Mühle Hunziken bis Sommer 2011, ehe er nach Frankreich auswanderte. Nach einem dreijährigen Rechtsstreit mit seinen Nachfolgern verkauften er und seine Familie am 6. Dezember 2014 die Gebäude. An Weihnachten 2014 verstarb Peter Burkhart.
Seit dem Verkauf sind zwei Pensionskassen die Eigentümer der Liegenschaft: Die Gepabu-Personalvorsorgestiftung sowie der Coopera-Sammelstiftung PUK kauften das Konzerthaus mit dem Ofenhaus und dem ehemaligen Schweinestall, die beide zu Wohnungen ausgebaut wurden, sowie einen Pferdestall für 3,1 Millionen Franken. Seither haben sie die historische Liegenschaft in der gleichen Grössenordnung umfassend saniert, ohne dass dabei der besondere Charme der Lokalität verloren gegangen ist. Bei beiden Pensionskassen sind zahlreiche Künstler versichert, welche auf Institutionen wie die Mühle Hunziken angewiesen sind.
Der Club selber gehört seit Dezember 2014 der Mühle Hunziken Konzert AG, die im Eigentum von Berner Privatpersonen steht und für das Konzerthaus einen 30-jährigen Mietvertrag mit den Liegenschaftseigentümern abgeschlossen hat. Präsident des Verwaltungsrates ist der Berner Anwalt Thomas Bähler, als Vorsitzender der Geschäftsleitung war bis im August 2019 Christoph Fankhauser im Amt. Seit dem Saisonstart 2019/2020 zeichnet Christoph «Chrigu» Stuber für den Club verantwortlich. Die neue Clubführung hat das Lokal und den Aussenbereich über verschiedene Etappen aus- und umgebaut.
Die Club-Betreiberin organisiert jedes Jahr über 125 öffentliche Anlässe verschiedenster Stilrichtungen, dazu kommen gegen 25 private Events. Zahlreiche international und national bekannte Künstler gastieren regelmässig in der Mühle Hunziken, viele machen sogar einmal pro Jahr hier Halt. Die Mühle Hunziken gilt auch als «Hafen» für zahlreiche bekannte Berner Musiker – so waren die sieben Konzerte zum Tourstart der Schweizer Band Patent Ochsner im Oktober 2019 beispielsweise wenige Minuten nach Veröffentlichung restlos ausverkauft, insgesamt ist die Band bereits rund 40 Mal in der Mühle Hunziken aufgetreten. Wegbereiter des «Berner Rock» wie Polo Hofer (1945–2017), welcher in wechselnden Formationen gar rund 70 Konzerte in der Mühle Hunziken gespielt hat, und Hanery Amman (1952–2017) gingen in der Mühle Hunziken ein und aus. Der Bluesmusiker Philipp Fankhauser frequentierte die Mühle Hunziken bereits in den 1980ern – oft mit einer eigenen Demokassette im Sack, die er seinen Vorbildern zusteckte. Später zog Fankhauser gar in die Mühle ein, arbeitete in der Mühle, spielte unzählige Konzerte und blieb auch nach dem Verkauf der Lokalität eine zentrale Figur. Die Urgesteine Span waren 1980 die erste Rockband, welche in der Mühle spielte – 40 Jahre danach treten sie immer noch regelmässig im Palmenclub auf. Auch die Berner Kultband Züri West ist mehr als 30 Mal in der Mühle Hunziken aufgetreten. Und selbst die neue Generation der Berner Mundartmusik fühlt sich in der Mühle Hunziken pudelwohl: So feierten etwa Lo & Leduc 2018 und 2019 sowohl ihre Tourabschlusskonzerte als auch ihre Plattentaufe in der Mühle Hunziken.
Für Aufsehen sorgte die Mühle Hunziken mit ihren kreativen Umgang mit der Coronapandemie: Als 2020 Konzerte verboten waren, wurde die Mühle Hunziken kurzerhand zum Restaurant umfunktioniert, bekannte Musiker bekochten das Publikum. Die Mühle Hunziken veröffentlichte ein Kochbuch mit den Rezepten der kochenden Künstler. 2021 wurde die Mühle Hunziken zwischenzeitlich gar zum Museum. Zudem wurden erstmals in der Geschichte der Mühle Hunziken Konzerte unter freiem Himmel durchgeführt. Es entstanden zwei neue Spielorte im Aussenbereich: 2020 wurden Konzerte im kleineren «Mühligarten» ins Leben gerufen, 2021 kam die etwas grössere «Bühne am Teich» hinzu. Bekannte Künstler wie Campino, Sänger der Toten Hosen, oder die Schweizer Mundartband Patent Ochsner bespielten die «Bühne am Teich» bereits im ersten Jahr. Heute verfügt die Mühle Hunziken somit über drei verschiedene Bühnen: Eine innerhalb des Konzertlokals und zwei Sommerbühnen unter freiem Himmel in unmittelbarer Nähe zum Kultlokal.

## Künstler
Seit 1976 sind zahlreiche international und national bekannte Künstler in der Mühle Hunziken aufgetreten und es gingen über 4000 Konzerte mit über 15'000 Künstlern über die Bühne. Auf der Website der Mühle Hunziken ist eine Liste mit sämtlichen Künstlern seit dem Gründungsjahr 1976 aufgeführt.

## Auszeichnungen
- 1991: Sisyphus-Preis der Stadt Bern
- 2000: Grosser Kulturpreis des Kantons Bern
- 2009: Kulturpreis der Burgergemeinde Bern